# Ендоканабіноїдна система
Ендоканабіноїдна система — складна біологічна система, яка відіграє важливу роль у підтримці гомеостазу в організмі тварин.
Ендоканабіноїдна система наявна в центральній і периферичній нервових системах хребетних. Вона складається з ендоканабіноїдів, які є природними нейромедіаторами на основі ліпідів, їх відповідних рецепторів (CB1 і CB2) і ферментів, відповідальних за синтез і деградацію (розщеплення) ендоканабіноїдів.
На початку 21 століття дослідження ендоканабіноїдної системи набули популярності через потенційні терапевтичні наслідки для різних станів здоров'я, включаючи нейродегенеративні захворювання, розлади психічного здоров'я, запальні та аутоімунні захворювання, та залежність. Ендоканабіноїдна система бере участь у регулюванні фізіологічних процесів, включаючи метаболізм, різноманітну діяльність імунної системи, апетиту, відчуття болю, фертильність, вагітність, до- та постнатальний розвиток, а також у опосередкуванні фармакологічних ефектів канабісу; і різноманітних когнітивних процесів, наприклад, настрій та пам'ять, контроль і координація рухів, навчання, нейрогенез, емоції та мотивація, адиктивна поведінка та модуляція болю.
Було ідентифіковано два основних канабіноїдних рецептора: CB1, вперше клонований (або виділений) у 1990 році; і CB2, клонований у 1993 році. Рецептори CB1 знаходяться переважно в головному мозку та нервовій системі, а також у периферичних органах і тканинах, і є основною молекулярною мішенню для ендогенного часткового агоніста, анандаміду (AEA), а також екзогенного ТГК, найбільш відомого активного компонента коноплі. Ендоканабіноїд 2-арахідоноїлгліцерин (2-AG), якого, як виявилося, на два-три порядки більше у мозку ссавців, ніж AEA, діє як повний агоніст обох CB-рецепторів. Канабідіол (CBD) є фітоканабіноїдом, механізм дії якого, зазвичай, описують як негативний алостеричний модулятор рецепторів CB1 і CB2. Канабідіол також діє як потужний агоніст TRPV1 і зворотний агоніст GPR3, GPR6 і GPR12. Крім того, CBD діє як антагоніст GPR55, GPR18 і 5-HT3A, демонструючи найвищу ефективність як антагоніст TRPM8. Завдяки своїй активності як негативного алостеричного модулятора, було виявлено, що CBD протидіє деяким побічним ефектам ТГК при спільному застосуванні.

## Загальний огляд
Ендоканабіноїдна система складається з трьох основних компонентів: ендоканабіноїдів, рецепторів і ферментів. Ці компоненти працюють разом, щоб модулювати різні фізіологічні процеси та підтримувати гомеостаз в організмі. Нейрони, нейронні шляхи та клітини, де ці молекули, ферменти та канабіноїдних рецепторів локалізовані, складають разом ендоканабіноїдну систему.

### Ендоканабіноїди
Ендоканабіноїди — це природні нейротрансмітери на основі ліпідів, які зв'язуються з рецепторами канабіноїдів. Вони синтезуються за потреби у відповідь на активність клітин і беруть участь у широкому спектрі функцій в організмі. Два найбільш добре вивчені ендоканабіноїди це анандамід та 2-арахідоноїлгліцерин.

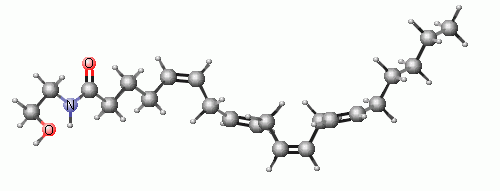
Анандамід

#### Анандамід
Анандамід (AEA) також відомий як N-арахідоноїлетаноламін, анандамід отримують з жирної кислоти арахідонової кислоти. Він був названий на честь санскритського слова «ananda», що означає блаженство, завдяки його ролі в модулюванні настрою та реакції на стрес. Анандамід в основному зв'язується з рецепторами CB1, але він також має певну спорідненість з рецепторами CB2.

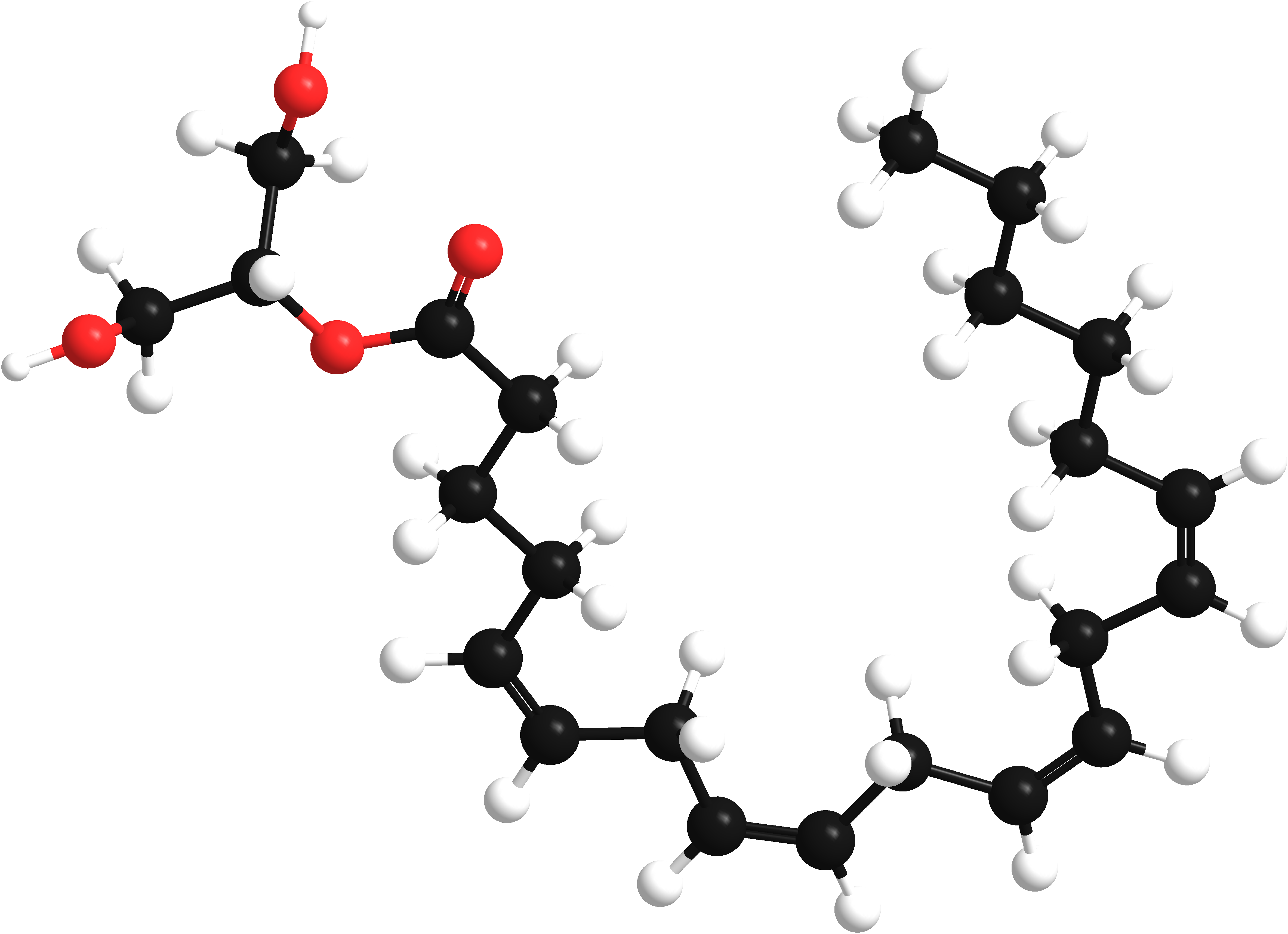
2-арахідоноїлгліцерин

#### 2-арахідоноїлгліцерин
2-арахідоноїлгліцерин (2-AG) також походить від арахідонової кислоти та присутній у більш високих концентраціях в організмі порівняно з анандамідом. 2-AG має сильну спорідненість як з рецепторами CB1, так і з CB2 і відіграє певну роль у різних функціях, включаючи імунну відповідь і модуляцію болю.

### Рецептори

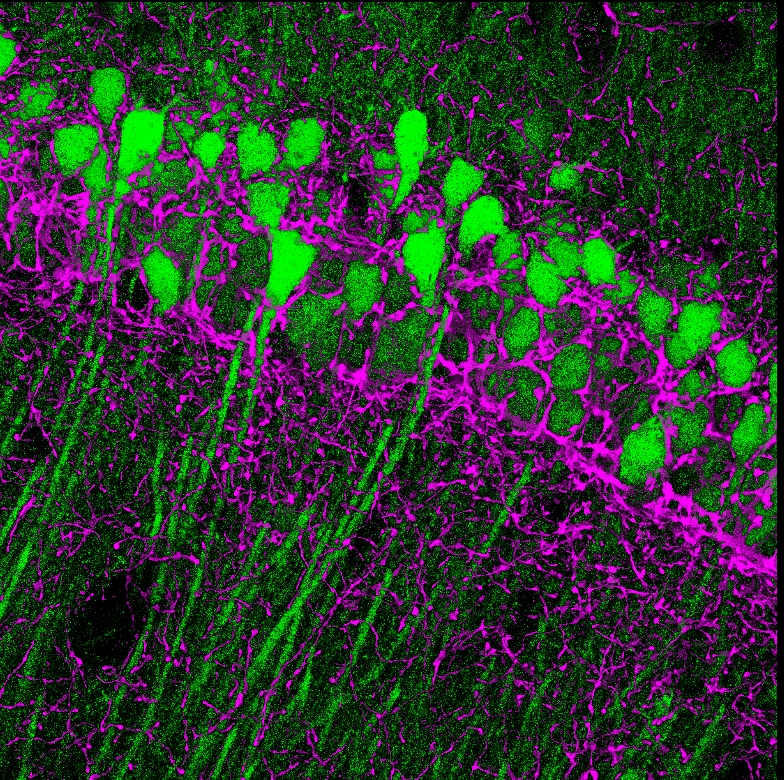
Канабіоїдний рецептор CB1 (пурпурний), що експресується аксонами кошикових клітин і оточує пірамідні клітини CA1 гіпокампа (зелений).

Канабіноїдні рецептори — це G-білкові рецептори, які знаходяться на поверхні клітин по всьому тілу. Існує два основних типи канабіноїдних рецепторів: CB1 та CB2.

#### Рецептори CB1
Рецептори CB1 переважно знаходяться в мозку та центральній нервовій системі, хоча вони також присутні в периферичних тканинах. Рецептори CB1 беруть участь у різних функціях, включаючи регуляцію настрою, сприйняття болю, апетит і пам'ять.

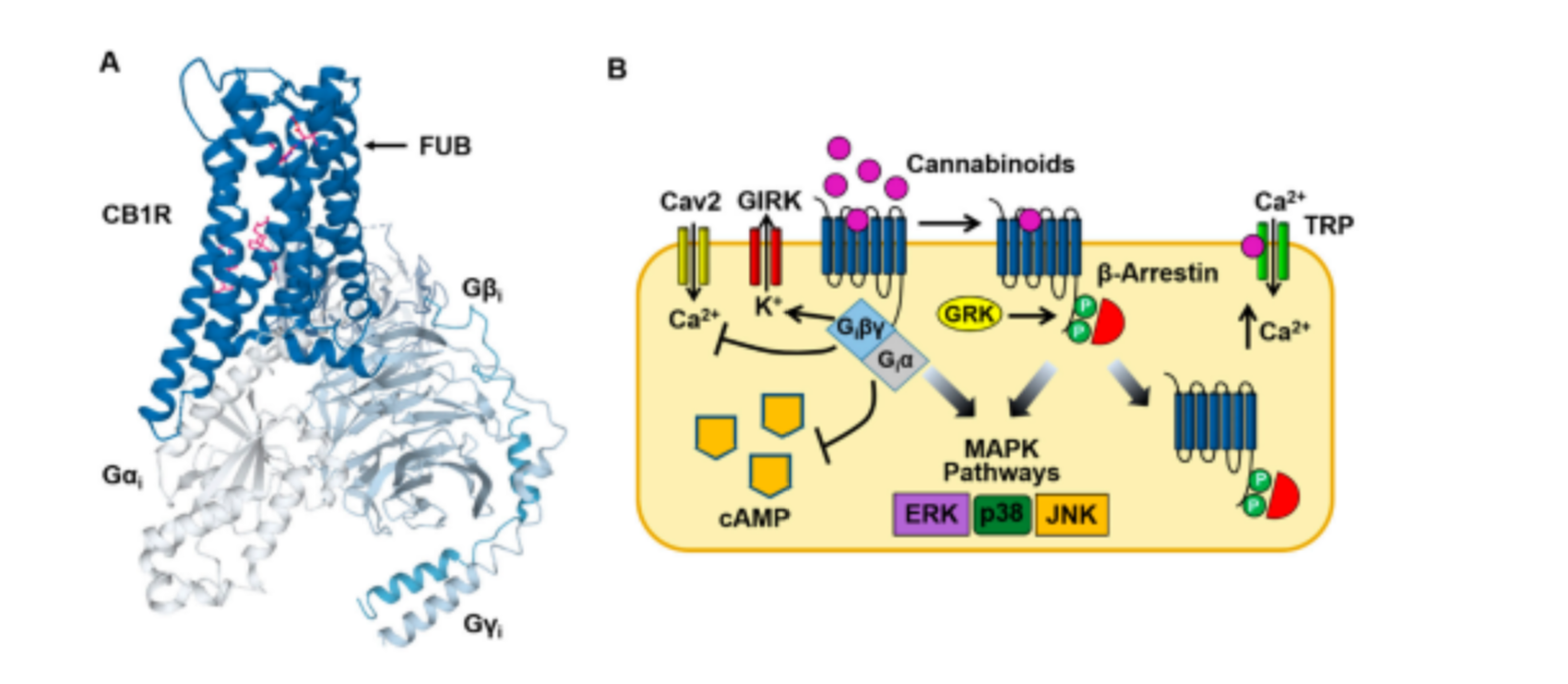
Сигнальний шлях канабіноїдних рецепторів

#### Рецептори CB2

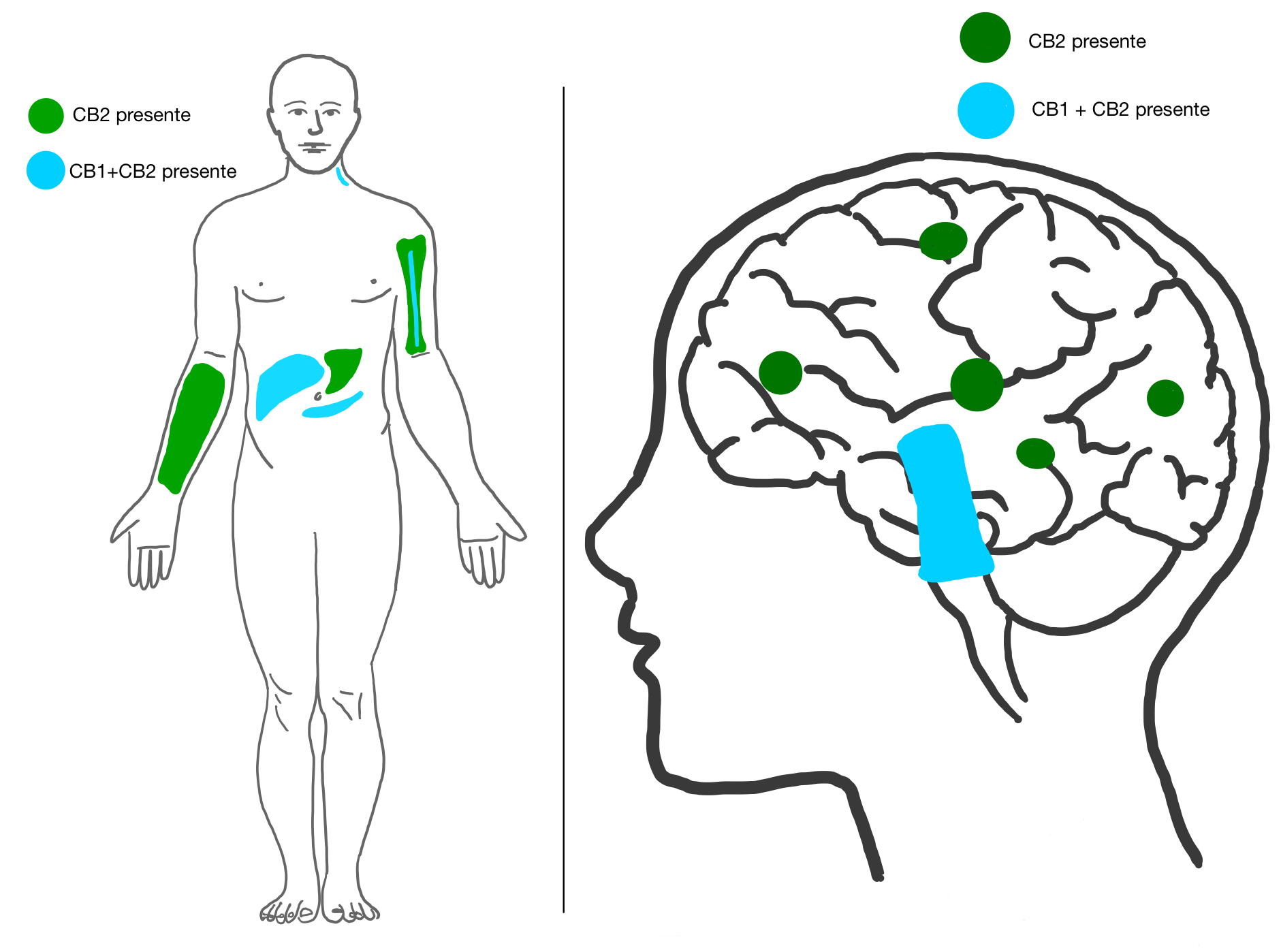
Локалізація канабіноїдного рецептора 2 типу в організмі людини. Синім кольором представлені області, де ми знаходимо канабіноїдні рецептори типу 1 і 2

Рецептори CB2 розташовані в основному в імунних клітинах і периферичних тканинах, рецептори CB2 відіграють ключову роль у модулюванні імунної функції, запалення та болю. Вони також містяться в мозку, хоча й у менших концентраціях порівняно з рецепторами CB1.

### Ферменти
Ферменти ендоканабіноїдної системи відповідають за синтез і розщеплення ендоканабіноїдів, забезпечуючи їх доступність, у разі потреби, та видалення, після того як вони виконають свою функцію. У цьому процесі беруть участь два основні ферменти: гідролаза амідів жирних кислот та моноацилгліцеролліпаза.

#### Амідна гідролаза жирних кислот
Амідна гідролаза жирних кислот (FAAH) відповідає за розщеплення анандаміду на його складові компоненти. Інгібування FAAH досліджували як потенційну терапевтичну мішень для таких станів, як тривога та депресія, оскільки підвищення рівня анандаміду може сприяти відчуттю благополуччя.

#### Моноацилгліцеролліпаза
Моноацилгліцеролліпаза (MAGL) відповідає за розщеплення 2-AG, допомагаючи регулювати рівень цього ендоканабіноїду в організмі. Інгібування MAGL також вивчалося на предмет його потенційних терапевтичних ефектів, зокрема в контексті лікування болю та нейрозапалення.
Таким чином, ендоканабіноїдна система включає ендоканабіноїди, рецептори та ферменти, які працюють разом, щоб регулювати різноманітні фізіологічні процеси. Краще розуміння цих компонентів та їх взаємодії має вирішальне значення для вивчення терапевтичного потенціалу впливу на ендоканабіноїдну систему при різних захворюваннях.

## Функції ендоканабіноїдної системи
Ендоканабіноїдна система (ЕКС) — це складна й багатокомпонентна клітинна сигнальна система, яка відіграє вирішальну роль у підтримці гомеостазу — внутрішнього балансу в організмі. Система бере участь у регулюванні широкого спектру фізіологічних процесів, включаючи настрій, реакцію на стрес, модуляцію болю, апетит, метаболізм, імунітет, пам'ять, сон, розмноження тощо. У цьому розділі наведено огляд ключових функцій ЕКС, висвітлюючи визначні дослідження та важливі деталі.

### Регуляція настрою та реакція на стрес
Показано, що ЕКС відіграє значну роль у регуляції настрою та реакції на стрес. Ендоканабіноїди, зокрема анандамід, модулюють вивільнення нейромедіаторів, таких як серотонін, дофамін і глутамат, які всі беруть участь у регуляції настрою. Дослідження показали, що фармакологічне або генетичне інгібування ферменту амідної гідралази жирних кислот (FAAH), який розщеплює анандамід, призводить до анксіолітичних і антидепресивних ефектів на тваринних моделях. Крім того, клінічні дослідження повідомляли про зміну рівня ендоканабіноїдів у пацієнтів з депресією та тривожними розладами.

### Модуляція болю
ЕКС бере участь у модуляції болю як на периферичному, так і на центральному рівнях. Рецептори CB1 присутні в областях мозку, спинного мозку та периферичних нервів, які викликають біль, тоді як рецептори CB2 експресуються на імунних клітинах, які беруть участь у запальній відповіді. Активація цих рецепторів ендоканабіноїдами або екзогенними каннабіноїдами, такими як ТГК або КБД, може пригнічувати передачу болю та спричиняти знеболювальний ефект. Клінічні дослідження показали, що канабіноїди можуть бути ефективними при лікуванні різних типів болю, включаючи невропатичний біль, біль при раку та хронічний біль.

### Апетит і обмін речовин
ЕКС відіграє важливу роль у регуляції апетиту та метаболізму. Рецептори CB1 сильно експресуються в областях мозку, які контролюють споживання їжі, таких як гіпоталамус, і їх активація ендоканабіноїдами може стимулювати апетит. Крім того, ЕКС бере участь в енергетичному балансі та метаболізмі ліпідів, про що свідчить наявність рецепторів CB1 у жировій тканині та печінці. Дослідження показали, що блокування рецепторів CB1 антагоністами, такими як римонабант, може зменшити споживання їжі та масу тіла як на моделях тварин.

### Регуляція імунної системи
ЕКС відіграє певну роль у модулюванні імунної функції та запалення через активацію рецепторів CB2 на імунних клітинах, таких як макрофаги, Т-клітини та В-клітини. Активація цих рецепторів може пригнічувати вивільнення прозапальних цитокінів і сприяти зникненню запалення. Дослідження продемонстрували потенційні терапевтичні ефекти канабіноїдів при різних запальних та аутоімунних захворюваннях, таких як розсіяний склероз, ревматоїдний артрит і запальні захворювання кишечника.

### Пам'ять і навчання
ЕКС бере участь у модуляції процесів пам'яті та навчання, зокрема в гіпокампі, який є ключовим регіоном мозку для цих функцій. Активація CB1 рецепторів ендоканабіноїдів можуть модулювати синаптичну пластичність, яка є важливою для формування пам'яті та навчання (Marsicano та ін., 2002). Проте роль ЕКС у пам'яті є складною і залежить від конкретного типу пам'яті, залученої області мозку та часу активації ЕКС. Наприклад, активація рецепторів CB1 може погіршити короткочасну пам'ять і когнітивні функції, водночас сприяючи довгостроковій синаптичній депресії та зникненню аверсивних спогадів (Riedel and Davies, 2005; Lutz, 2007). Ці ефекти були продемонстровані на тваринних моделях і людях, що має значення для потенційного використання канабіноїдів у лікуванні когнітивних розладів і посттравматичного стресового розладу (Bitencourt та ін., 2008; Curran та ін., 2002).

### Сон і циркадні ритми
Показано, що ЕКС відіграє певну роль у регуляції сну та циркадних ритмів. Ендоканабіноїди, такі як анандамід і 2-AG, можуть модулювати цикл сон-неспання, впливаючи на рецептори CB1 в областях мозку, які беруть участь у регуляції сну, таких як гіпоталамус і стовбур мозку (Murillo-Rodriguez et al., 2003). Дослідження показали, що канабіноїди можуть покращувати якість сну та збільшувати повільний сон як на моделях тварин, так і на людях (Пава та ін., 2014; Карлі та ін., 2002). Крім того, нещодавні дослідження підкреслили роль ЕКС у регуляції циркадних ритмів, що може мати наслідки для розладів сну та інших станів, пов'язаних із порушенням циркадних функцій (Valencia-Olvera et al., 2017).

### Розмноження та фертильність
ЕКС бере участь у різних аспектах відтворення та фертильності, включаючи виробництво гамет, імплантацію ембріона та розвиток плоду (Wang et al., 2006). Ендоканабіноїди, такі як анандамід, і канабіноїдні рецептори присутні в репродуктивній системі як чоловіків, так і жінок, відіграючи роль у регуляції функції статевих залоз, сексуальної поведінки та гормонального балансу (Battista et al., 2012). Порушення регуляції ЕКС причетно до різних репродуктивних розладів, таких як синдром полікістозних яєчників та ендометріоз (Cui та ін., 2018; Sanchez та ін., 2016). Крім того, було показано, що екзогенні канабіноїди, такі як ТГК, негативно впливають на фертильність, змінюючи рівень гормонів, погіршуючи функцію сперми та порушуючи ранній ембріональний розвиток (Rossato та ін., 2008; Льюїс та ін., 2012).
Підсумовуючи, ендоканабіноїдна система відіграє вирішальну роль у регулюванні широкого спектру фізіологічних процесів, включаючи настрій, реакцію на стрес, біль, апетит, метаболізм, імунну функцію, пам'ять, сон і репродукцію. Краще розуміння функцій ЕКС та його взаємодії з іншими системами в організмі має важливе значення для вивчення його терапевтичного потенціалу при різних станах здоров'я.

## Дослідження ендоканабіноїдної системи
Ендоканабіноїдну систему вивчали генетичними та фармакологічними методами. Ці дослідження показали, що канабіноїди діють як нейромодулятори для різноманітних процесів, включаючи рухове навчання, апетит і відчуття болю, серед інших когнітивних і фізичних процесів. Локалізація рецептора CB1 в ендоканабіноїдній системі має дуже великий ступінь перекриття з орексинергічною проекційною системою (латеральний гіпоталамус), яка опосередковує багато тих самих функцій, як фізичних, так і когнітивних. Крім того, CB1 локалізований на проекційних нейронах орексину в латеральному гіпоталамусі та багатьох вихідних структурах системи орексину, де CB1 і рецептор рецептора орексину 1 (OX1) фізично та функціонально об'єднуються, утворюючи рецептор CB1–OX1 гетеродимер.

### Експресія рецепторів
Місця зв'язування канабіноїдів існують у центральній і периферичній нервовій системі. Двома найбільш важливими рецепторами для канабіноїдів є рецептори CB1 і CB2, які експресуються переважно в мозку та імунній системі відповідно. Щільність експресії змінюється залежно від виду та корелює з ефективністю, яку канабіноїди матимуть у модулюванні конкретних аспектів поведінки, пов'язаних із місцем експресії. Наприклад, у гризунів найвища концентрація сайтів зв'язування канабіноїдів знаходиться в базальних гангліях і мозочку, областях мозку, які беруть участь в ініціації та координації рухів. У людей канабіноїдні рецептори існують у значно нижчій концентрації в цих регіонах, що допомагає пояснити, чому канабіноїди мають більшу ефективність у зміні моторних рухів гризунів, ніж у людей.
Нещодавній аналіз зв'язування канабіноїдів у нокаутних мишей рецепторів CB1 і CB2 виявив реакцію на канабіноїди навіть тоді, коли ці рецептори не експресувалися, що вказує на те, що в мозку може бути присутнім додатковий рецептор зв'язування. Зв'язування було продемонстровано 2-арахідоноїлгліцерином (2-AG) на рецепторі TRPV1, що свідчить про те, що цей рецептор може бути кандидатом на встановлену відповідь.
На додаток до CB1 і CB2 відомо, що певні рецептори-сироти також зв'язують ендоканабіноїди, включаючи GPR18, GPR55 (регулятор нейроімунної функції) і GPR119. Також було відмічено, що CB1 утворює гетеродимер функціонального людського рецептора в нейронах орексину з OX1, рецептором CB1–OX1, який опосередковує харчову поведінку та певні фізичні процеси, такі як індуковані канабіноїдами пресорні реакції, які, як відомо, відбуваються через сигналізацію в ростральному вентролатеральному відділі стовбура мозку.

### Синтез, вивільнення та деградація ендоканабіноїдів
Під час нейротрансмісії пресинаптичний нейрон вивільняє нейромедіатори в синаптичну щілину, які зв'язуються з рецепторами, експресованими на постсинаптичному нейроні. На основі взаємодії між трансмітером і рецептором нейромедіатори можуть викликати різноманітні ефекти в постсинаптичній клітині, такі як збудження, гальмування або ініціація каскадів вторинних посередників. В залежності від типу клітини, ці ефекти можуть призвести до синтезу ендогенних канабіноїдів анандаміду або 2-AG за допомогою процесу, який не зовсім зрозумілий, але є результатом підвищення внутрішньоклітинного кальцію.
Докази свідчать про те, що індукція деполяризацією надходження кальцію в постсинаптичний нейрон викликає активацію ферменту під назвою трансацилаза. Вважається, що цей фермент каталізує першу стадію біосинтезу ендоканабіноїдів шляхом перетворення фосфатидилетаноламіну, мембранно-резидентного фосфоліпіду, на N-ацил-фосфатидилетаноламін (NAPE). Експерименти показали, що фосфоліпаза D розщеплює NAPE з утворенням анандаміду. Цей процес опосередковується жовчними кислотами. У мишей з нокаутом NAPE-фосфоліпази D (NAPEPLD) розщеплення NAPE знижується при низьких концентраціях кальцію, але не скасовується, що свідчить про те, що в синтезі анандаміду беруть участь численні різні шляхи. Синтез 2-AG менш вивчений і вимагає подальших досліджень.
Після вивільнення в позаклітинний простір, ендоканабіноїди вразливі до інактивації гліальними клітинами. Ендоканабіноїди поглинаються транспортером на гліальних клітинах і розкладаються гідролазою амідів жирних кислот (FAAH), яка розщеплює анандамід на арахідонову кислоту та етаноламін або моноацилгліцеролліпазу (MAGL), а 2-AG — на арахідонову кислоту та гліцерин. Хоча арахідонова кислота є субстратом для синтезу лейкотрієну та простагландину, незрозуміло, чи має цей побічний продукт розпаду унікальні функції в центральній нервовій системі. Нові дані в цій галузі також вказують на те, що FAAH експресується в постсинаптичних нейронах, комплементарних пресинаптичним нейронам, які експресують канабіноїдні рецептори, підтверджуючи висновок, що вона є основним внеском у кліренс та інактивацію анандаміду та 2-AG після зворотного захоплення ендоканабіноїдів. Нейрофармакологічне дослідження показало, що інгібітор FAAH (URB597) вибірково підвищує рівень анандаміду в мозку гризунів і приматів. Такі підходи можуть призвести до розробки нових препаратів із знеболювальною, анксіолітичною (протитривожною) та антидепресантною діями, які не супроводжуються явними ознаками зловживання.

### Зв'язування та внутрішньоклітинні ефекти
Канабіноїдні рецептори — це G-білкові рецептори, розташовані на пресинаптичній мембрані. Хоча є деякі статті, які пов'язують одночасну стимуляцію рецепторів дофаміну та CB1 із різким підвищенням виробництва циклічного аденозинмонофосфату (цАМФ), загальновизнано, що активація CB1 за допомогою канабіноїдів спричиняє зниження концентрації цАМФ, інгібування аденілілциклази та підвищення концентрації мітоген-активованої протеїнкінази (MAP-кінази). Відносна потужність різних канабіноїдів щодо інгібування аденілілциклази корелює з їх різною ефективністю в поведінкових аналізах. Це інгібування цАМФ супроводжується фосфорилюванням і подальшою активацією не лише набору MAP-кіназ (p38/p42/p44), але й шляху PI3/PKB і MEK/ERK. Результати даних генного чіпа гіпокампа щурів після гострого введення тетрагідроканабінолу (ТГК) показали збільшення експресії транскриптів, що кодують основний білок мієліну, ендоплазматичні білки, цитохромоксидазу та дві молекули клітинної адгезії: NCAM та SC1; зниження експресії спостерігалося як у кальмодуліну, так і в рибосомальних РНК. Крім того, було продемонстровано, що активація CB1 підвищує активність факторів транскрипції, таких як c-Fos і Krox-24.

### Зв'язування та нейрональна збудливість
Також були детально вивчені молекулярні механізми CB1-опосередкованих змін мембранного потенціалу. Канабіноїди зменшують надходження кальцію, блокуючи активність залежних від напруги кальцієвих каналів N-, P/Q- і L-типів. Окрім дії на кальцієві канали, було показано, що активація Gi/o та Gs, двох G-білків, які найчастіше сполучаються з канабіноїдними рецепторами, модулює активність калієвих каналів. Нещодавні дослідження виявили, що активація CB1 спеціально сприяє потоку іонів калію через GIRKs, сімейство калієвих каналів. Імуногістохімічні експерименти продемонстрували, що CB1 локалізований спільно з калієвими каналами GIRK і Kv1.4, що свідчить про те, що ці два канали можуть взаємодіяти у фізіологічному контексті.
У центральній нервовій системі рецептори CB1 впливають на збудливість нейронів, зменшуючи вхідний синаптичний сигнал. Цей механізм, відомий як пресинаптичне гальмування, виникає, коли постсинаптичний нейрон вивільняє ендоканабіноїди при ретроградній передачі, які потім зв'язуються з канабіноїдними рецепторами на пресинаптичному терміналі. Потім рецептори CB1 зменшують кількість вивільненого нейромедіатора, так що подальше збудження в пресинаптичному нейроні призводить до зменшення впливу на постсинаптичний нейрон. Цілком ймовірно, що пресинаптичне інгібування використовує багато тих самих механізмів іонних каналів, які перераховані вище, хоча останні дані показали, що рецептори CB1 також можуть регулювати вивільнення нейромедіаторів за допомогою механізму неіонного каналу, тобто через Gi/o-опосередковане інгібування аденілілциклази і протеїнкіназа А. Повідомлялося про безпосередній вплив рецепторів CB1 на збудливість мембрани та значний вплив на активацію кортикальних нейронів. Серія поведінкових експериментів продемонструвала, що NMDAR, іонотропний глутаматний рецептор і метаботропні глутаматні рецептори (mGluRs) працюють разом з CB1, викликаючи знеболення у мишей, хоча механізм, що лежить в основі цього ефекту, поки що неясний. Дослідження 2022 року додало розуміння в ці процеси і припускає, що специфічні для підтипу фармакологічні маніпуляції можуть запропонувати багатообіцяючі варіанти лікування болю та інших розладів.

## Потенційні функції

### Пам'ять
У мишей, які отримували тетрагідроканабінол (ТГК), спостерігалося пригнічення довгострокової потенціації в гіпокампі, процесу, необхідного для формування та зберігання довгострокової пам'яті. Відповідно до цього висновку миші без рецептора CB1 демонструють покращену пам'ять і довгострокову потенціацію, що вказує на те, що ендоканабіноїдна система може відігравати ключову роль у згасанні старих спогадів. Одне дослідження показало, що лікування щурів синтетичним канабіноїдом HU-210 у високих дозах протягом кількох тижнів призвело до стимуляції нейронного росту в області гіпокампу щурів, частини лімбічної системи, яка відіграє роль у формуванні декларативного та просторового спогадів, але не досліджував вплив на короткочасну чи довготривалу пам'ять. У сукупності ці висновки свідчать про те, що вплив ендоканабіноїдів на різні мережі мозку, які беруть участь у навчанні та пам'яті, може відрізнятися.

#### Роль у гіпокампальному нейрогенезі
У дорослому мозку ендоканабіноїдна система сприяє нейрогенезу зернистих клітин гіпокампа. У субгранулярній зоні зубчастої звивини мультипотентні нейронні попередники (НП) дають початок дочірнім клітинам, які протягом кількох тижнів дозрівають у зернисті клітини, аксони яких виступають і синапсують на дендритах в області CA3. Показано, що нейронні попередники в гіпокампі володіють амідною гідролазою жирних кислот (FAAH), експресують CB1 і використовують 2-AG. Цікаво, що активація CB1 ендогенними або екзогенними каннабіноїдами сприяє проліферації та диференціації НП; ця активація відсутня при нокауті CB1 і скасовується в присутності антагоніста.

#### Індукція синаптичної депресії
Відомо, що ендоканабіноїди впливають на синаптичну пластичність і, зокрема, вважають, що вони є посередниками довготривалого пригнічення (LTD). Вперше зареєстровано в смугастому тілі, відомо, що ця система функціонує в кількох інших структурах мозку, таких як прилегле ядро, мигдалеподібне тіло, гіпокамп, кора головного мозку, мозочок, вентральна тегментальна область (VTA), стовбур мозку та верхній бугор. Як правило, ці ретроградні трансмітери вивільняються постсинаптичним нейроном і індукують синаптичну депресію шляхом активації пресинаптичних рецепторів CB1.
Крім того, було припущено, що різні ендоканабіноїди, наприклад 2-AG і анандамід, можуть опосередковувати різні форми синаптичного пригнічення через різні механізми. Дослідження, проведене з ядром кінцевої смужки, показало, що стійкість до пригнічувальних ефектів опосередковується двома різними сигнальними шляхами залежно від типу активованого рецептора. Було виявлено, що 2-AG діє на пресинаптичні рецептори CB1, опосередковуючи ретроградне короткотривале пригнічення після активації кальцієвих каналів L-типу, тоді як анандамід синтезувався після активації mGluR5 і запускав аутокринну передачу сигналів на постсинапічні рецептори TRPV1, які індукували довготривале пригнічення. Ці висновки показують, що мозок має прямі механізми для вибіркового пригнічення збудливості нейронів протягом варіабельних часових масштабів. Вибірково інтерналізуючи різні рецептори, мозок може обмежити виробництво специфічних ендоканабіноїдів, щоб сприяти своїм тимчасовим потребам.

### Апетит
Докази ролі ендоканабіноїдної системи в поведінці пошуку їжі надходять з різноманітних досліджень канабіноїдів. Нові дані свідчать про те, що ТГК діє через рецептори CB1 у ядрах гіпоталамуса, безпосередньо підвищуючи апетит. Вважається, що нейрони гіпоталамуса тонічно виробляють ендоканабіноїди, які працюють для жорсткого регулювання голоду. Кількість вироблених ендоканабіноїдів обернено пропорційна кількості лептину в крові. Наприклад, миші без лептину не тільки страждають масовим ожирінням, але й виробляють аномально високі рівні гіпоталамічних ендоканабіноїдів як компенсаторний механізм. Подібним чином, коли цих мишей лікували ендоканабіноїдними зворотними агоністами, такими як римонабант, споживання їжі було зменшено. Коли рецептор CB1 нокаутується у мишей, ці тварини, як правило, худіші й менш голодні, ніж звичайні миші. Пов'язане дослідження вивчало вплив ТГК на гедонічну (задоволення) цінність їжі та виявило посилене вивільнення дофаміну в прилеглому ядрі та підвищення поведінки, пов'язаної із задоволенням, після прийому розчину сахарози. Пов'язане дослідження показало, що ендоканабіноїди впливають на сприйняття смаку в смакових клітинах. У смакових клітинах було показано, що ендоканабіноїди вибірково посилюють силу нейронних сигналів для солодкого смаку, тоді як лептин знижує силу цієї самої реакції. Хоча є потреба в додаткових дослідженнях, ці результати свідчать про те, що канабіноїдна активність у гіпоталамусі та прилеглому ядрі пов'язана з апетитом та поведінкою, спрямованою на пошук їжі.

### Енергетичний баланс і обмін речовин
Було показано, що ендоканабіноїдна система виконує гомеостатичну роль, контролюючи кілька метаболічних функцій, таких як накопичення енергії та транспорт поживних речовин. Він діє на периферичні тканини, такі як адипоцити, гепатоцити, шлунково-кишковий тракт, скелетні м'язи та ендокринну підшлункову залозу. Це також мається на увазі в модулюванні чутливості до інсуліну. Через усе це ендоканабіноїдна система може відігравати певну роль у клінічних станах, таких як ожиріння, діабет і атеросклероз, що також може впливати на стан серцево-судинної системи.

### Реакція на стрес
У той час як секреція глюкокортикоїдів у відповідь на стресові подразники є адаптивною реакцією, необхідною для того, щоб організм правильно реагував на стресор, постійна секреція може бути шкідливою і викликати хронічний стрес. Ендоканабіноїдна система була причетна до звикання гіпоталамо-гіпофізарно-надниркової осі до повторного впливу стримувального стресу. Дослідження продемонстрували диференціальний синтез анандаміду та 2-AG під час тонічного стресу. Зменшення анандаміду було виявлено вздовж осі, що сприяло базальній гіперсекреції кортикостерону; навпаки, збільшення 2-AG було виявлено в мигдалині після повторного стресу, що негативно корелювало з величиною відповіді кортикостерону. Усі ефекти були скасовані антагоністом CB1 AM251, підтверджуючи висновок про те, що ці ефекти були залежними від канабіноїдних рецепторів.
Ці результати показують, що анандамід і 2-AG дивергентно регулюють відповідь гіпоталамо-гіпофізарної осі на стрес: у той час як звикання індукованої стресом гіпоталамо-гіпофізарної осі через 2-AG запобігає надмірній секреції глюкокортикоїдів на незагрозливі стимули, збільшення базальної секреції кортикостерону в результаті зниження анандаміду дозволяє сприяти полегшеній реакції гіпоталамо-гіпофізарної осі на нові подразники, тобто зменшення хронічного стресу.

#### Дослідження, соціальна поведінка та тривога
Ці контрастні ефекти розкривають важливість ендоканабіноїдної системи в регулюванні поведінки, залежної від тривоги. Результати свідчать про те, що глутаматергічні канабіноїдні рецептори відповідають не лише за посередництво агресії, але й виконують анксіолітичну (протитривожну) функцію, пригнічуючи надмірне збудження: надмірне збудження викликає занепокоєння, яке обмежує мишей досліджувати як живі, так і неживі об'єкти. Навпаки, ГАМКергічні нейрони, здається, контролюють анксіогенно-подібну функцію, обмежуючи вивільнення гальмівного передавача. Взяті разом, ці два набори нейронів, ймовірно, допомагають регулювати загальне відчуття збудження організму під час нових ситуацій.

### Імунна система
У лабораторних експериментах активація канабіноїдних рецепторів впливала на активацію ГТФаз у макрофагах, нейтрофілах і клітинах кісткового мозку. Ці рецептори також беруть участь у міграції В-клітин у крайову зону та регуляції рівнів IgM.

### Вагітність
Ембріон, що розвивається, експресує канабіноїдні рецептори на ранніх стадіях розвитку, які реагують на анандамід, що виділяється в матці. Цей сигнал важливий для регулювання часу імплантації ембріона та сприйнятливості матки. На мишах було показано, що анандамід модулює ймовірність імплантації до стінки матки. Наприклад, у людей ймовірність викидня зростає, якщо рівень анандаміду в матці занадто високий або низький. Ці результати свідчать про те, що прийом екзогенних канабіноїдів (наприклад, каннабісу) може зменшити ймовірність вагітності для жінок з високим рівнем анандаміду, і, навпаки, це може збільшити ймовірність вагітності у жінок, у яких рівень анандаміду був надто низьким.

### Вегетативна нервова система
Периферична експресія канабіноїдних рецепторів спонукала дослідників до вивчення ролі канабіноїдів у вегетативній нервовій системі. Дослідження показали, що рецептор CB1 пресинаптично експресується моторними нейронами, які іннервують вісцеральні органи. Інгібування електричних потенціалів, опосередковане канабіноїдами, призводить до зниження вивільнення норадреналіну з нейронів симпатичної нервової системи. Інші дослідження виявили подібні ефекти в ендоканабіноїдній регуляції перистальтики кишки, включаючи іннервацію гладких м'язів, пов'язаних з травною, сечовидільною та репродуктивною системами.

### Знеболювання
У спинному мозку канабіноїди пригнічують викликані шкідливими подразниками відповіді нейронів спинного рогу, можливо, шляхом модулювання низхідного надходження норадреналіну зі стовбура мозку. Оскільки багато з цих волокон є в основному ГАМКергічними, канабіноїдна стимуляція в хребетному стовпі призводить до розгальмування, що збільшує вивільнення норадреналіну та ослаблює обробку шкідливих стимулів на периферії та в ганглії спинного корінця.
Ендоканабіноїд, який найбільше досліджується щодо болю, — це пальмітоілетаноламід. Пальмітоілетаноламід — це жирний амін, споріднений анандаміду, але насичений, і хоча спочатку вважалося, що пальмітоілетаноламід зв'язується з рецепторами CB1 і CB2, пізніше було виявлено, що найважливішими рецепторами є рецептор PPAR-альфа, рецептор TRPV і GPR55. Пальмітоілетаноламід був оцінений щодо його знеболюючої дії при різноманітних больових показаннях і визнаний безпечним та ефективним.
Модуляція ендоканабіноїдної системи шляхом метаболізму до N-арахідиноїл-феноламіну (AM404), ендогенного канабіноїдного нейромедіатора, була виявлена як один із механізмів знеболення парацетамолом.
Ендоканабіноїди також беруть участь у реакціях знеболення, викликаних плацебо.

### Терморегуляція
Було показано, що анандамід і N-арахідоноїл дофамін (NADA) діють на канали TRPV1, що сприймають температуру, які беруть участь у терморегуляції. TRPV1 активується екзогенним лігандом капсаїцином, активним компонентом перцю чилі, який структурно подібний до ендоканабіноїдів. NADA активує канал TRPV1. Висока ефективність робить його ймовірним ендогенним агоністом TRPV1. Також було виявлено, що анандамід активує TRPV1 на терміналах сенсорних нейронів і згодом викликає розширення судин. TRPV1 також може бути активований метанандамідом і арахідоніл-2'-хлоретиламідом (ACEA).

### Сон
Посилена передача сигналів ендоканабіноїдів у центральній нервовій системі сприяє сну. Було показано, що міжцеребровентрикулярне введення анандаміду щурам зменшує неспання та збільшує повільний та швидкий сон. Також було показано, що введення анандаміду в базальний відділ переднього мозку щурів підвищує рівень аденозину, який відіграє важливу роль у сприянні сну та пригніченні збудження. Було продемонстровано, що депривація швидкого сну у щурів збільшує експресію рецептора CB1 у центральній нервовій системі. Крім того, рівні анандаміду мають циркадний ритм у щурів, причому рівні вищі в світлу фазу дня, коли щури зазвичай сплять або менш активні, оскільки вони ведуть нічний спосіб життя.

### Фізичні вправи
Ендоканабіноїдна система також бере участь у опосередкуванні деяких фізіологічних і когнітивних ефектів добровільних фізичних вправ у людей та інших тварин, таких як сприяння ейфорії, спричиненій фізичними вправами, а також модулювання рухової активності та мотиваційної значимості для винагород. У людей було виявлено, що плазмова концентрація анандаміду підвищується під час фізичної активності; оскільки ендоканабіноїди можуть ефективно проникати через гематоенцефалічний бар'єр, було припущено, що анандамід разом з іншими нейрохімічними речовинами сприяє розвитку ейфорії, спричиненої фізичними вправами.

## Канабіноїди в рослинах
Ендоканабіноїдна система є молекулярно-філогенетичним розподілом очевидно стародавніх ліпідів у царстві рослин, що свідчить про біосинтетичну пластичність і потенційну фізіологічну роль ендоканабіноїдоподібних ліпідів у рослинах, а виявлення арахідонової кислоти (АК) вказує на хемотаксономічні зв'язки між монофілетичними групами зі спільним предком, який датується приблизно 500 мільйонами років тому (кембрій). Філогенетичний розподіл цих ліпідів може бути наслідком взаємодії/адаптації до навколишніх умов, таких як хімічна взаємодія рослин-запилювачів, комунікація та захисні механізми. Дві нові про ендоканабіноїдно-подібні молекули, отримані з ейкозатетраєнової кислоти ялівцевої кислоти, омега-3 структурного ізомеру АК, а саме юніпероїл етаноламіду та 2-юніпероїл гліцерину (1/2-AG) у голонасінних, лікофітів і кількох монілофітів, показують, що АК є еволюційно збережена сигнальна молекула, яка діє в рослинах у відповідь на стрес, подібно до того, що відбувається в системах тварин.

### Книги
- Agrawal Dinesh Chandra; Kumar Rajiv; Dhanasekaran, Muralikrishnan (2022). Cannabis/marijuana for healthcare. Springer, Singapore. ISBN 978-981-16-8822-5.
- Finn Kenneth (2020). Cannabis in medicine: an evidence-based approach. Springer, Cham, Switzerland. ISBN 978-3-030-45968-0.
- Johnson, Scott A. (2019). The endocannabinoid system and cannabis: a perfect partnership for self-regulation and healing. Orem, Utah. ISBN 978-0-9975487-5-4.
- Parker, Linda (2018). Cannabinoids and the brain (вид. 1st). MIT Press, Cambridge, Massachusetts. ISBN 0-262-53660-9.
- Murillo-Rodriguez Eric (2017). The endocannabinoid system: genetics, biochemistry, brain disorders, and therapy. London: Academic Press, Elsevier. ISBN 978-0-12-809667-3.
- Maccarrone Mauro (2016). Endocannabinoid signaling: methods and protocols. Springer, New York, NY. ISBN 978-1-4939-3539-0.
- Parsons, Loren; Hill, Matthew (2015). Endocannabinoids (вид. 1st edition). Waltham, MA. ISBN 978-0-12-801376-2.
- Fattore Liana (2015). Cannabinoids in neurologic and mental disease. Elsevier, Amsterdam. ISBN 978-0-12-417124-4.
- Wang Jenny (2015). Endocannabinoidome: the world of endocannabinoids and related mediators. Elsevier, London. ISBN 978-0-12-800429-6.
- Kendall David A.; Alexander S. P. H. (2009). Behavioral neurobiology of the endocannabinoid system. Berlin: Springer-Verlag. ISBN 978-3-540-88955-7.

### Журнали
- Cannabis and Cannabinoid Research
- Journal of Cannabis Research

### Статті
- Bilbao Ainhoa; Spanagel Rainer (19 серпня 2022). Medical cannabinoids: a pharmacology-based systematic review and meta-analysis for all relevant medical indications. BMC Medicine 20 (1). с. 259. doi:10.1186/s12916-022-02459-1.
- Kilaru Aruna; Chapman Kent D. (2020). The endocannabinoid system. Essays in Biochemistry 64 (3). с. 485–499. doi:10.1042/ebc20190086.
- Zou Shenglong; Kumar Ujendra (2018). Cannabinoid Receptors and the Endocannabinoid System: Signaling and Function in the Central Nervous System. International Journal of Molecular Sciences (англ.) 19 (3). с. 833. doi:10.3390/ijms19030833.
- Whiting Penny F.; Wolff Robert F.; Deshpande Sohan та ін. (2015). Cannabinoids for Medical Use: A Systematic Review and Meta-analysis. JAMA 313 (24). с. 2456–2473. doi: 10.1001/jama.2015.6358.
- Gruden G; Barutta F; Kunos G; Pacher P (2016). Role of the endocannabinoid system in diabetes and diabetic complications. British Journal of Pharmacology (англ.) 173 (7). с. 1116–1127. doi:10.1111/bph.13226.